# 無綫電視粵語配音藝員訓練班
無綫電視粵語配音藝員訓練班是由香港電視廣播有限公司旗下TVB藝術訓練中心開辦，主力培訓學員成為無綫電視配音員。

## 簡介
粵語配音藝員訓練班（下稱配音訓練班）於1990年正式開辦，報名條件是17-30歲，學歷要求是中五或以上，但只會不定期招募。
學員於清水灣電視城電視製作專業訓練中心上課。2004年起，學員則於將軍澳電視廣播城電視製作專業訓練中心上課。
課程內容包括電視配音製作基本知識、配音藝員職責、配音工作程序、配音技巧、聲音控制與發揮等的培訓，由導師按學員實際情況作出修訂。
課堂及實習期約八至十星期。獲取錄的學員在入學前，須與無綫電視簽訂訓練合約（未滿十八歲者，必須由家長或監護人陪同簽署，2021年起不適用）。而該訓練合約包括學員畢業後，如獲無綫取錄，必須履行與無綫所簽訂之三年僱用合約。
據官方資料稱，學員完成訓練期後，成績合格者將獲發證書及交通津貼。通過考評之學員，有機會受聘為無綫合約配音員。
惟2014年後無綫電視暫停舉辦配音訓練班，再加上透過第6期配音訓練班入職的配音員先後於2020年及2024年離職潮中「全軍覆沒」，亦等同意味着配音訓練班正式成為歷史。

## 導師及學員
- 粗體表示者為現職無綫電視配音員
- 按姓氏英文字母順序及性別排列

| 期數  | 舉辦年份 | 學員人數 | 入職人數          | 導師                      | 入職學員                                                                                        |
| ----- | -------- | -------- | ----------------- | ------------------------- | ----------------------------------------------------------------------------------------------- |
| 第1期 | 1990年   | 13人     | 10人 （7男，3女） | 鄧榮銾                    | 翟耀輝 招世亮 郭志權 郭立文 李智良 李文輝 蘇強文 梁少霞 曾佩儀 楊婉清                           |
| 第2期 | 1994年   | 10人     | 7人 （5男，2女）  | 張炳強 鄧榮銾 盧素娟      | 陳維舜 張錦江 霍波 何國星 黎偉明 李秀儀 謝潔貞                                                  |
| 第3期 | 2004年   | 10人     | 7人 （3男，4女）  | 鄧榮銾                    | 黎景全 李致林 黃啟昌 張頌欣 何璐怡 黎桂芳 林雅婷                                                |
| 第4期 | 2010年   | 13人     | 11人 （6男，5女） | 謝月美                    | 張方正 周良鴻 關令翹 麥皓豐 巫哲棋 胡家豪 陳皓宜 羅杏芝 成瑤孆 黃淑芬 余欣沛                    |
| 第5期 | 2012年   | 16人     | 14人 （8男，6女） | 陳欣 潘文柏               | 陳灝瑋 陳成港 鍾見麟 林筠翔 李震權 鄧志堅 鄧港文 黃積權 何寶珊 羅孔柔 凌晞 吳羨婷 黃昕瑜 黃瑩瑩 |
| 第6期 | 2014年   | 11人     | 6人 （2男，4女）  | 陳欣 潘文柏 陸惠玲 黃玉娟 | 陳耀楠 李安邦 何晶晶 李潤知 廖杏茵 葉曉欣                                                       |

## 外部連結
- 第4期粵語配音藝員班 創藝展才 （页面存档备份，存于）
- 第5期粵語配音藝員班 創藝展才 （页面存档备份，存于）
- 第6期粵語配音藝員班招募 創藝展才 （页面存档备份，存于）
- 第4及5期粵語配音藝員班招聘廣告 （页面存档备份，存于）
- 第6期粵語配音藝員班招聘廣告 （页面存档备份，存于）